# Empoasca banksianae
Empoasca banksianae är en insektsart som beskrevs av Hamilton 1982. Empoasca banksianae ingår i släktet Empoasca och familjen dvärgstritar. Inga underarter finns listade i Catalogue of Life.